# Rio Bom
Rio Bom este un oraș în Paraná (PR), Brazilia.